# Хёшёк тере (станция метро)
«Хёшек тере» (венг. Hősök tere — площадь Героев) — станция Будапештского метрополитена на линии M1 (жёлтой).
Станция расположена под площадью Героев, одной из главных площадей Пешта, на которой заканчивается проспект Андраши и начинается городской парк Варошлигет. Станция «Хёшек тере» — последняя на участке из семи станций, на котором линия M1 идёт под проспектом Андраши.
Станция была открыта 2 мая 1896 года в составе первой линии Будапештского метрополитена, ставшей и первой линией метрополитена в континентальной Европе. Первоначально называлась «Арена ут» (венг. Aréna út).
«Хёшек тере» — станция мелкого заложения с двумя боковыми платформами.